# Koettlitz Glacier
Koettlitz Glacier är en glaciär i Antarktis. Den ligger i Östantarktis. Nya Zeeland gör anspråk på området. Koettlitz Glacier ligger 1 524 meter över havet.
Terrängen runt Koettlitz Glacier är platt åt nordost, men åt sydväst är den kuperad. Koettlitz Glacier ligger uppe på en höjd. Trakten är obefolkad. Det finns inga samhällen i närheten.